# Sermersheim
Sermersheim é uma comuna francesa na região administrativa de Grande Leste, no departamento Baixo Reno. Estende-se por uma área de 10,1 km². Em 2010 a comuna tinha 953 habitantes (densidade: 94,4 hab./km²).